# San José Acatempa
San José Acatempa è un comune del Guatemala facente parte del dipartimento di Jutiapa.